# Club de Amigos de la Ciencia
El Club de Amigos de la Ciencia (en euskera Zientziaren Lagunen Kluba) es una organización navarra sin ánimo de lucro creada en el año 2012 que aglutina a personas que tienen interés en la ciencia, y cuyo objetivo es el de compartir sus ganas de aprender y sus conocimientos en un entorno no laboral ni académico. 

## Historia[1][2]
Los promotores de esta entidad fueron:
- Antonio Vela Pons: Doctor en Ciencias Físicas y profesor de Física Aplicada de la Universidad Pública de Navarra.
- Fernando Jáuregui Sora: Astrofísico del Planetario de Pamplona.
- Jesús Miguel García Zamora: Químico por la Universidad de Zaragoza y profesor de Química del Instituto de Educación Secundaria Plaza de la Cruz de Pamplona.

Económicamente el primer apoyo recibido fue de la Fundación Navarra de I+D del sector de Nanotecnología: FIDENA.

## Actividades y convenios
El Club de Amigos de la Ciencia colabora con entidades como Planetario de Pamplona, la Universidad Pública de Navarra y otros centros educativos de la Comunidad Foral de Navarra en la divulgación científica. Para ello, esta asociación realiza actividades científicas tales como conferencias, talleres, seminarios, exposiciones, concursos, mesas redondas, cine-club o visitas entre otras actividades, destinadas a todos los públicos. 
Las actividades más destacadas que realizan son: 
- Una sección sobre ciencia dentro del programa "Me importas tú" en Navarra Televisión de forma semanal.
- Demostraciones y charlas científicas cada jueves en un bar del casco viejo de Pamplona bajo la denominación "Ciencia en el bar" (Originariamente "Los jueves de ciencia" cuando surgió en Pamplona en 2013 de la mano del Club de Amigos de la Ciencia), que ha llegado a ser un éxito con algunas de las actuaciones.[3]
- La Semana de la Ciencia en Navarra, actividad con carácter anual celebrada en el mes de noviembre.
- Actividades científicas de Navidad.
- Actividades científicas de Semana Santa.

## Junta Directiva
- Presidenta:  Silvia Díaz Lucas.
- Vicepresidenta:  Nieves Gordón.
- Secretario:  Jorge Pérez.
- Vocales:

 María Jesús Ferrández Gonzalo.

 Fernando Jáuregui Sora.

 Joaquín Sevilla Moróder.

 Javier Armentia Fructuoso.

 Ambrosio Liceaga Elizalde.

 Abián Bentor Socorro Leránoz.